# Chorvatská republika Herceg-Bosna
Chorvatská republika Herceg-Bosna (chorvatsky Hrvatska Republika Herceg-Bosna) byl neuznanou geopolitickou entitou a kvazistátem v Bosně a Hercegovině. Byla vyhlášena 18. listopadu 1991 pod názvem Chorvatské společenství Herceg-Bosny (chorvatsky Hrvatska Zajednica Herceg-Bosna) jako „politický, kulturní, hospodářský a územní celek“ na území Bosny a Hercegoviny.
Chorvatské společenství bosenské Posaviny, vyhlášené v severní Bosně 12. listopadu 1991, bylo připojeno k Herceg-Bosně v říjnu 1992. Ve svých prohlášených hranicích Herceg-Bosna zahrnovala asi 30 % země, ale nad celým územím účinnou kontrolu neměla, protože její části ztratila ve prospěch armáda Republiky srbské (VRS) na začátku bosenské války. Ozbrojené síly Herceg-Bosny, Chorvatská rada obrany (HVO), vznikly 8. dubna 1992 a zpočátku bojovaly v alianci s Armádou Republiky Bosna a Hercegovina. Jejich vztahy se během konce roku 1992 zhoršily, což vedlo k chorvatsko-bosňácké válce.
Ústavní soud Republiky Bosna a Hercegovina  dne 14. září 1992 prohlásil Herceg-Bosnu za protiústavní. Herceg-Bosna formálně uznala vládu Republiky Bosna a Hercegovina a fungovala jako stát ve státě, zatímco někteří v jejím vedení prosazovali odtržení entity a její sjednocení s Chorvatskem.
28. srpna 1993 byla v návaznosti na Owen-Stoltenbergův mírový plán, který si představoval Bosnu a Hercegovinu jako spojení tří republik, transformována na republiku. Jejím hlavním městem byl Mostar, který byl tehdy válečnou zónou, a efektivní řídící středisko bylo v Grude. V březnu 1994 byla podepsána Washingtonská dohoda, která ukončila konflikt mezi Chorvaty a Bosňáky. Podle dohody měla být Herceg-Bosna připojena k Federaci Bosny a Hercegoviny. Fakticky však nadále existovala i po přijetí ústavy Federace Bosny a Hercegoviny 30. března 1994 a zanikla až 14. srpna 1996, kdy byly všechny pravomoci vlády Herceg-Bosny převedeny na vládu federace.